# Kutrupadi, Puttur
Kutrupadi là một làng thuộc tehsil Puttur, huyện Dakshin kannad, bang Karnataka, Ấn Độ.